# Statsforvaltningen (Storbritannien)
I Storbritannien er Hendes Mejestæts Statsforvaltning (Her Majesty's Home Civil Service) det permanente bureaukrati, der er ansat af kronen, og som har til opgave at understøtte Hendes Majestæts regering, der består af et kabinet valgt af premierministeren, såvel som de decentrale administrationer i Wales og Skotland.

## Eksterne Henvisninger
- Statsforvaltningens hjemmeside